# 李芳 (永樂甲辰進士)
李芳（15世紀—15世紀），四川成都府資縣人，明朝政治人物。

## 生平
李芳是永樂十五年（1417年）舉人，二十二年（1424年）成進士，獲授行在刑科給事中，宣德八年（1433年）任陝西道監察御史，正統年間巡按貴州，平定貴州叛亂的苗族人而進爵一級。他個性剛直果斷，遇事迎刃而解，遵從法家思想。